# Variabile FK Comae Berenices
Le variabili FK Comae Berenices sono stelle variabili la cui luminosità varia di 0,1 magnitudini in un periodo di pochi giorni. Sono stelle giganti di tipo spettrale G o K in rapida rotazione su sé stesse e la variabilità è causata dalla differente luminosità di alcune aree della superficie rispetto ad altre. Il periodo di rotazione corrisponde al periodo di variabilità. È possibile che queste stelle rappresentino lo stadio successivo di un sistema binario con inviluppo comune, come ad esempio di binarie del tipo W Ursae Majoris, nel quale i nuclei si sono fusi tra loro. Il prototipo di questo tipo di variabili è FK Comae Berenices.